# Нижнекатмисский сельсовет
Нижнекатмисский сельсовет — муниципальное образование со статусом сельского поселения в Сосновоборском районе Пензенской области Российской Федерации.
Административный центр — село Нижний Катмис.

## История
Статус и границы сельского поселения установлены Законом Пензенской области от 2 ноября 2004 года № 690-ЗПО «О границах муниципальных образований Пензенской области».
Законом Пензенской области от 4 апреля 2017 года № 3027-ЗПО были преобразованы, путём их объединения, сельские поселения Нижнекатмисский и Нижнелиповский сельсоветы в Нижнекатмисский сельсовет с административным центром в селе Нижний Катмис.

## Население
| 2002 | 2010 | 2012 | 2013 | 2014 | 2015 | 2016 |
| ---- | ---- | ---- | ---- | ---- | ---- | ---- |
| 651  | ↘489 | ↘461 | ↘443 | ↘421 | ↘402 | ↘374 |
| 2017 | 2018 | 2021 |      |      |      |      |
| ↘354 | ↗615 | ↘548 |      |      |      |      |

## Состав сельского поселения
| № | Населённый пункт | Тип населённого пункта       | Население |
| - | ---------------- | ---------------------------- | --------- |
| 1 | Альмяшевка       | село                         | ↘137      |
| 2 | Водолей          | село                         | ↘103      |
| 3 | Дом Отдыха       | населённый пункт             | 12        |
| 4 | Нижний Катмис    | село, административный центр | ↘386      |
| 5 | Нижняя Липовка   | село                         | ↘192      |
| 6 | Средняя Липовка  | деревня                      | 30        |